# Carmen Slabochová
Carmen Slabochová, conosciuta anche come Carmen Raisová (Litvínov, 7 febbraio 1908 – ...), è stata una schermitrice cecoslovacca, vincitrice di una medaglia d'argento ai campionati mondiali di scherma.